# Distretto di Lira
Il distretto di Lira è un distretto dell'Uganda, situato nella Regione settentrionale.